# A Linha
A Linha é um curta metragem em realidade virtual brasileiro de 2019, dirigido por Ricardo Laganaro, premiado com um Leão no Festival Internacional de Cinema de Veneza e um Primetime Emmy cujos personagens receberam as vozes de Rodrigo Santoro e Simone Kliass.

## Elenco
| Interprete      | Personagem            |
| --------------- | --------------------- |
| Rodrigo Santoro | Narrador (inglês)     |
| Simone Kliass   | Narradora (português) |

## Prêmios, indicações e festivais

### Prêmios
| Ano  | Prêmio                                     | Modalidade                                    | Resultado | Ref.        |
| ---- | ------------------------------------------ | --------------------------------------------- | --------- | ----------- |
| 2019 | Kaohsiung Film Festival                    | Phalanity Best VR Immersive Award             | Venceu    | [ 5 ]       |
| 2019 | Festival Internacional de Cinema de Veneza | Melhor Experiência Imersiva                   | Venceu    | [ 6 ]       |
| 2019 | VR Days                                    | Halo awards (Silver)                          | Venceu    |             |
| 2019 | Kaboom                                     | Fan Favorite                                  | Venceu    |             |
| 2019 | Pixel Show                                 | Melhor Storytelling & Inovação e Criatividade | Venceu    |             |
| 2020 | Filmgate Interactive #7                    | Innovative Use Of Technology Award            | Venceu    |             |
| 2020 | Primetime Emmy Award                       | Outstanding Innovation in Interactive Media   | Venceu    | [ 7 ] [ 8 ] |

### Seleção oficial em festivais
| Ano  | Festival                                  | País           | Ref. |
| ---- | ----------------------------------------- | -------------- | ---- |
| 2019 | Biennale Cinema \| Venice Virtual Reality | Itália         |      |
| 2019 | Kaohsiung Film Festival                   | Taiwan         |      |
| 2019 | Raindance Film Festival                   | Reino Unido    |      |
| 2019 | VR Days Europe                            | Holanda        |      |
| 2019 | GIFF                                      | Suíça          |      |
| 2019 | Kaboom Animation Festival                 | Holanda        |      |
| 2019 | Mostra de São Paulo                       | Brasil         |      |
| 2019 | Hyper Festival                            | Brasil         |      |
| 2019 | Pixel Show                                | Brasil         |      |
| 2019 | GIFF VR Lounge Korea                      | Coréia do Sul  |      |
| 2020 | IFFR                                      | Holanda        |      |
| 2020 | Tribeca Film Festival                     | Estados Unidos |      |